# Taťjana Talyševová
Taťjana Talyševová (rusky Татьяна Талышева, * 15. října 1937 Barnaul) je sovětská atletka, která startovala hlavně v skoku do dálky. Trénovala v Dynamu v Moskvě. Startovala za SSSR na letních olympijských hrách v roce 1968, které se konaly v Mexico City, ve skoku dalekém, kde získala bronzovou medaili.